# Атласов (остров)
Вижте пояснителната страница за други значения на Атласов.
Атла́сов (Алаид, на японски: Оякоба) е остров от северната група на Курилските острови. Административно той е част от Сахалинска област.
Островът има площ от 124 km², има почти правилна кръгла форма с диаметър около 14 km. Към момента е необитаем, но в миналото е имало едноименно селище и погранична застава. На 20 km югоизточно от острова се намира по-големият остров Парамушир.
Островът представлява върха на вулкана Алаид. Това е най-високият и най-активният вулкан от островната група. Височината му е 2339 m, а последното му изригване е през 2015 г.
На острова растат 248 вида висши растения. В подножието му се среща храстова растителност, а по-нагоре постепенно преминава в тревиста. От животинския свят се срещат често гризачи и лисици. Островът е наречен на руския пътешественик Владимир Василиевич Атласов.